# Plecia tanzaniensis
Plecia tanzaniensis är en tvåvingeart som beskrevs av Skartveit 2004. Plecia tanzaniensis ingår i släktet Plecia och familjen hårmyggor.
Artens utbredningsområde är Tanzania. Inga underarter finns listade i Catalogue of Life.